# Cynthia Dinan-Mitchell
Cynthia Dinan-Mitchell est une artiste pluridisciplinaire québécoise. Elle est née en 1977 à Québec, où elle vit et travaille.

## Biographie
Elle est diplômée de deux baccalauréats en arts, l’un de l’Université Bishop's et l’autre de l’Université Concordia, ainsi qu’une maîtrise en arts visuels obtenue à l’Université Laval.
Dans sa pratique artistique, elle utilise principalement les médiums de la peinture, la sérigraphie, la sculpture et la céramique. Elle met en œuvre ces pratiques à travers des inspirations et influences dont « le baroque, la nature morte hollandaise du XVIIe siècle, le clair-obscur, la ligne contour, l’estampe, l’esthétique des films japonais et western ».
Depuis les années 2000, elle a participé à de nombreuses expositions individuelles et collectives au Canada et à l’international, c’est aussi le cas pour ses résidences artistiques. Elle les réalise dans les centres canadiens dont : Imago (Moncton, NB), Sagamie (Alma, QC), Zocalo (Longueuil, QC), mais aussi dans des centres à l’international dont : BASIS (Allemagne), Warringah (Australie), BACC (Thaïlande) et Frans-Masereel (Belgique).

## Expositions (sélection)

### Individuelles
- 2007 : « Vitamine C », Galerie Engramme, Québec, QC, Canada[2]
- 2012 : « Le Mausolé doré », Galerie L’Écart, Rouyn Noranda, QC, Canada[3]
- 2016 : « Jardin Mutant », Vaste et Vague, Carleton-sur-Mer, QC, Canada[4]
- 2017 : 
  - « Greffe-moi une fleur », CIRCA art actuel, Montréal, QC, Canada[5],[6]
  - « Jardin d’hiver », Centre National d’Exposition, Jonquière, QC, Canada[7]
- 2018 : 
  - « Mood Lighting », Open Studio, Toronto, ON, Canada[8]
  - « Lueur de minuit / Midnight Glow », Galerie d’Este, Montréal, QC, Canada[9]
- 2020 : « Étrange Familiarité », Expression : Centre d’exposition de Saint-Hyacinthe, Saint-Hyacinthe, QC, Canada[10]
- 2021 : « Beau comme la rencontre fortuite sur un cyanotype d’un hippocampe et d’un diamant », Espace F, Matane, QC, Canada[11]

### Collectives
- 2006 : « IV Biennial International D’Estampes miniatures », Federation Gallery, Vancouver, BC, Canada[12]
- 2009 : « Think up 12 », Lessedra, Bulgarie[13]
- 2011: 
  - « Sensible Obsession », avec Emily Rosamond, Truck Gallery, Calgary, AB, Canada[14]
  - « Exploration spatiale », Musée national des beaux-art du Québec, Québec, QC, Canada[15]
- 2012 : « À vos presses ! », Maison Hamel-Bruneau, exposition satellite Manif d’art 6 - Biennale de Québec, Québec, QC, Canada[16]
- 2014 : « Do Norte Ao Norte », Musée de Belém, Brésil[17]
- 2015 : Eat Me Martha Stewart, « Les viscéraux. Une esthétique de l’appétence », Orange 5, Saint-Hyacinthe, QC, Canada[18]
- 2017 : Joyeux festins, « L’art de la joie » Musée national des beaux-arts du Québec, Manif d’Art – Biennale de Québec, QC, Canada[19]
- 2018 : « Mimésis », Centre d’exposition de Val-d’Or, Val-d’Or, QC, Canada[20]
- 2019 : « Dans l’intimité du leurre », Excentré, Galerie d’art Desjardins, Drummondville, QC, Canada
- 2021 : « Sentiers Sauvages », Galerie Jano Lapin, Montréal, QC, Canada[21]
- 2022 : « Faire communauté : l’imprimé qui rassemble », Maison des Arts de Laval, Laval, QC, Canada, commissaire Andrée-Anne Dupuis Bourret (à venir en novembre)[22]

## Collection
- Musée national des beaux-arts du Québec [23]
- Collection de la ville de Montréal
- Collection de la ville de Longueuil
- Collection de la Caisse Desjardins

## Prix et distinctions
- Bourses du Conseil des arts et des lettres du Québec et du Conseil des arts du Canada,
- Bourse Sodec
- Bourse Sheila Hugh Mackay
- Bourse Première ovation de Manif d’art.

- 2011 : Prix Videre